# فک بندرگاه

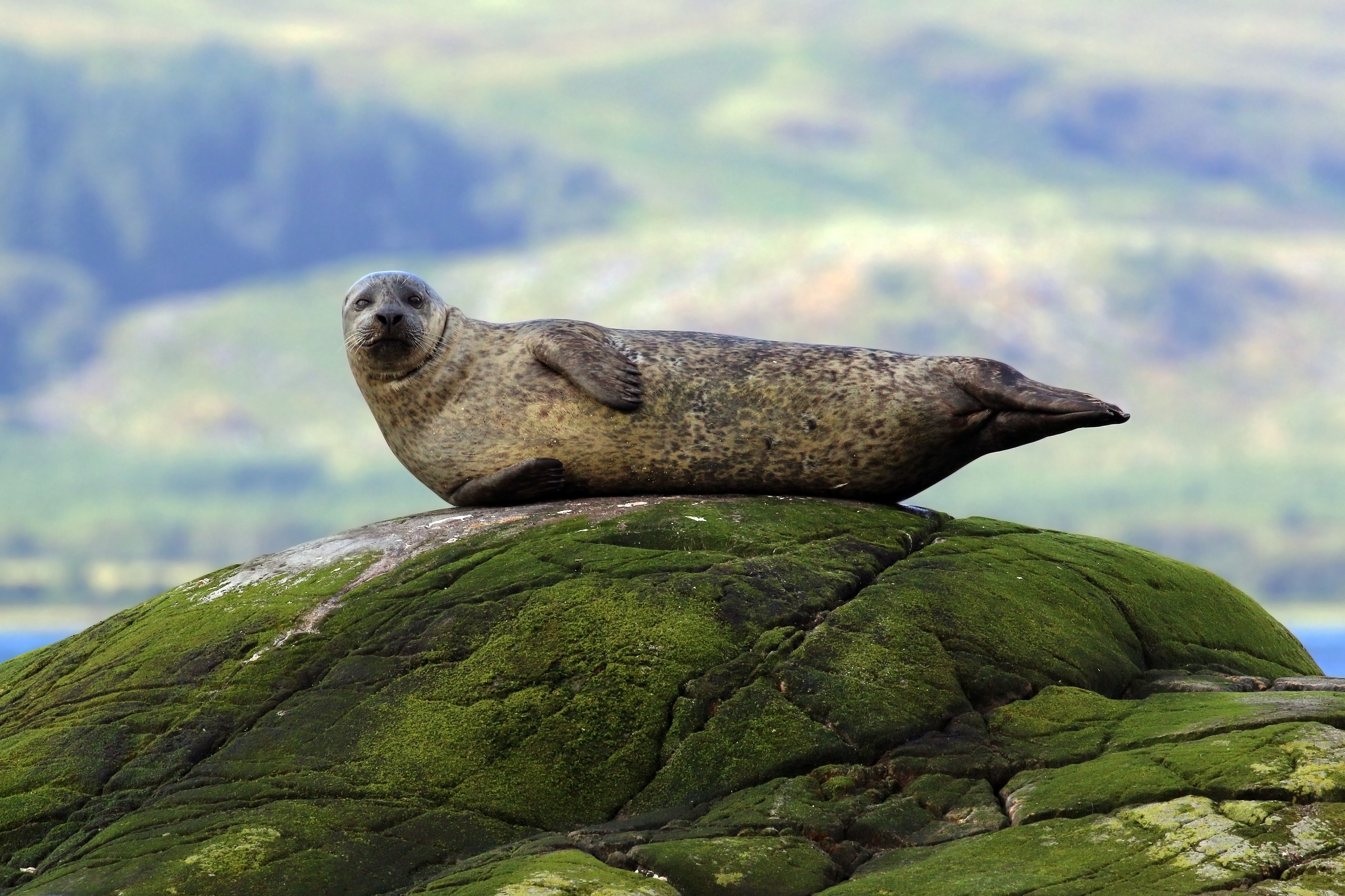
نگاره‌ای از یک فک بندرگاه بر روی صخره‌ای در لیسمور، اسکاتلند.

فک بندرگاه (نام علمی: Phoca vitulina) نام یک گونه از سرده بی‌گوش‌فک‌ها است. آنها در دسته‌بندی علمی در گروهی به نام باله‌پایان (Pinnipedia) قرار می‌گیرند که خود زیردسته باله‌پاسانان (Pinnipedimorpha) هستند.